# 윈도우 미디어 센터
윈도우 미디어 센터(Windows Media Center)는 홈 엔터테인먼트 허브 역할을 하도록 설계된 응용 프로그램이다. 윈도우 XP 미디어 센터 에디션과 미디어 센터가 포함된 윈도우 8 프로 K, 윈도우 비스타 얼티밋, 홈 프리미엄 그리고 윈도우 7 홈 프리미엄, 프로페셔널, 얼티밋, 엔터프라이즈에 포함되어 있다. 그린 버튼의 기능을 갖는 특별한 리모콘으로 제어되도록 설계되어 있지만 마우스나 키보드로도 동작한다. 이 단추는 윈도우에서 미디어 센터를 실행하거나 응용 프로그램에서 시작 메뉴로 되돌아가는 데에 사용된다. 미디어 센터는 컴퓨터 사용자의 사진, 비디오, 음악을 로컬 하드 드라이브, 광학 드라이브, 네트워크 위치로부터 시각화하여 보여 준다. 그 다음, 이름, 날짜, 태그, 다른 파일 특성순으로 나열한다. 미디어 센터를 통해 관리되는 미디어는 홈 네트워크부터, 특별하게 설계된 윈도우 미디어 센터 익스텐더나 엑스 박스 360을 통한 표준 TV 수상기로까지 널리 사용된다. 그러나 DVD의 기능과 인터넷 방송등의 영향으로 활용 빈도가 떨어지자, 윈도우 10 버전부터는 이 기능이 제거되어 공식적으로는 더 이상 이용할 수 없다.

## 기능

### 텔레비전
TV 수신 카드가 있으면 미디어 센터로 텔레비전 프로그램을 재생하고 녹화 예약을 할 수 있다. 지원되는 수신 방식은 다음과 같다.
- 공중파 HDTV
- 케이블카드를 이용한 디지털 케이블 (1080i급 프리미엄 HDTV)
- 표준 안테나
- 표준 케이블
- 표준 위성 신호

TV 수신 카드를 설정할 때 원격 조종기(리모컨)와 같은 적외선 수신기나 하드웨어를 찾는다. 프로그램 가이드를 통한 예약으로 녹화하거나 처음부터 수동으로 녹화한 뒤에는 TV 프로그램을 DVD로 굽거나, 약간의 제약은 있지만 PMP에 전송할 수 있다. 미디어 센터는 기본 윈도우 사운드 장치만 사용할 수 있으므로 컴퓨터 스피커가 아닌 홈 시어터 오디오 시스템에 연결된 별도의 사운드 카드에 소리를 출력하도록 설정할 수는 없다. 미디어 센터는 원래 하나의 아날로그 TV 수신 카드만 사용할 수 있지만 미디어 센터 2005를 사용하면 2개의 아날로그 수신 카드도 사용할 수 있다. 미디어 센터 2005의 업데이트 롤업 1을 적용하면 디지털 TV 수신 카드를 사용할 수 있긴 하지만 디지털 TV 수신카드의 동작을 위해서라면 아날로그 TV 수신카드가 여전히 설치되어 있어야 한다. 롤업 2의 경우 최대 4대의 TV 수신 카드를 구성할 수 있다. (2개의 아날로그 및 2개의 HDTV) 모든 TV 수신 카드는 같은 소스를 이용하여야 하는데, 이를테면 이들은 모두 공중파이거나, 같은 가이드 데이터를 이용하는 세트톱 박스를 이용하여야 하며, 또 다른 예로 스카이 디지털 카드와 DVB-T 카드를 같이 사용할 수 없다.
2개의 카드로 제한된 것을 없애 주는 핵(hack)도 사용할 수 있다. 5대의 DVB-T 수신 카드가 동시에 동작하는 것으로 확인되었으나 최대 몇 대의 카드를 사용할 수 있는 지는 알려지지 않았다.
미디어 센터는 실시간 방송이나 미리 녹화된 방송을 윈도우 미디어 센터 익스텐더로나 엑스박스 360 게임기에 스트리밍할 수 있으나 다른 윈도우 컴퓨터는 실시간이 아닌 녹화된 콘텐츠에만 접근할 수 있다.

### 음악
미디어 센터는 다양한 입출력 연결을 지원하는데, 이를테면 RCA형 케이블 (이를테면 카세트 테이프 재생기나 아날로그 비디오카세트 녹화기에서 나오는), 마이크, 디지털 비디오 신호 및 다른 입력을 지원한다. TV 수신 카드를 통한 아날로그 대 디지털 변환은 사용자가 더 오래된 형태의 미디어를 디지털 미디어로 변환할 수 있게 한다.
윈도우 미디어 센터는 컴퓨터에 있는 음악을 정리하고 보여 준다. 음악은 시작 메뉴의 "내 음악"을 선택하여 재생할 수 있다. 기본 보기에서 음반은 알파벳 순으로 앨범 아트를 동반하며 정렬하여 보이게 된다. 앨범 아트는 인터넷에서 자동으로 내려받거나 미디어 센터에 수동으로 추가할 수 있다. 사용자는 각기 다른 노래와 음반의 재생 목록을 만들 수 있지만 한 번 만들면 재생 목록은 직접 편집할 수 없다. 재생 목록을 대기열에 추가하여 대기열을 수정하고 이 대기열을 재생 목록으로 저장한 뒤 이전 판의 재생 목록에 덮어 씌우는 작업이 필요하다.
음악을 재생할 때 미디어 센터가 "대기열 보기" 모드에 있지 않으면 사용자는 음악 재생을 잠시 멈추고 앞으로 넘어갈 수 있다. 사용자는 이 대기열에 있는 음악을 반복 재생하거나 순서를 섞을 수 있다. 윈도우 미디어 플레이어와 같이 시각화도 볼 수 있지만 익스텐더에는 이러한 옵션이 없다.

### 스트리밍 비디오
서드파티 플러그인을 포함하면 미디어 센터는 서버와 클라이언트 측 재생 목록뿐 아니라 URL로부터 비디오를 재생할 수 있다.

### 라디오
일부 TV 수신 카드는 FM라디오를 지원한다. 미디어 센터는 FM 기지국 방송을 모두 재생할 수 있다.

### 휴대용 기기
윈도우 미디어 센터는 특정 휴대용 기기와 동기화할 수 있다. 이러한 장치에는 이를테면 윈도우 모바일 포켓 PC, 스마트폰, 포터블 미디어 센터 및 윈도우 미디어 플레이어와 동기화하는 기능이 있는 플레이어가 있다. 마이크로소프트의 준은 동기화 기능을 사용할 수 없지만 준이 인지하는 폴더로 복사하면 사용 중인 DVR-MS 파일을 재생할 수 있다.

### 광고 넘기기
티보와 같이 윈도우 미디어 센터는 녹화된 프로그램의 광고를 빨리 감아 넘어갈 수 있다. 사실 일부 사용자들은 실시간 버퍼링을 통해 10~15분을 신중하게 기다렸다가 프로그램을 시청하기 시작하므로 광고를 빠르게 넘기면 프로그램이 끝날 때까지 실시간 TV를 이용할 수 있다.
광고를 넘기는 기능은 자동으로 외부 플러그인을 설치하여 추가할 수 있다. (마이크로소프트가 지원하는 것은 아님) 이러한 플러그인들을 예로 들면 DVRMSToolbox, Lifeextender, MCEBuddy가 있다.

## 같이 보기
- 윈도우 미디어
- 윈도우 미디어 플레이어